# Teuvo Kohonen
Teuvo Kohonen (Lauritsala, 11 luglio 1934 – Espoo, 13 dicembre 2021) è stato un informatico finlandese, noto per i suoi contributi nel campo delle reti neurali artificiali e dell'apprendimento automatico.

## Biografia
Teuvo Kohonen lavorò presso il Politecnico di Helsinki in posizioni di ricerca e insegnamento dagli anni '50 fino al 1993 e come ricercatore e professore presso l'Accademia di Finlandia quasi senza interruzioni tra il 1975 e il 1999.
Teuvo Kohonen fu eletto primo vicepresidente dell'Associazione Internazionale di Pattern Recognition per il periodo 1982-84, e fu anche il primo Presidente della rete europea della società dell'informazione neurale durante 1991-92.
Il Neural Networks Research Centre di TKK, un centro di eccellenza creato dall'Accademia di Finlandia, fu fondato per condurre ricerche legate alle innovazioni; dopo il suo pensionamento, esso venne guidato da Erkki Oja e in seguito rinominato Centro di Ricerca dell'Informatica Adattiva.

## Campi di ricerca e contributi
Diede molti contributi nel campo delle reti neurali artificiali, tra cui l'algoritmo Learning Vector Quantization, le teorie fondamentali delle memorie distribuite associative e sul mapping associativo ottimale, il metodo di apprendimento per sottospazi e algoritmi innovativi per la trasformazione, come simbolo ridondante di indirizzamento.
Il suo contributo più famoso fu la Self-Organizing Map (noto anche come Mappa di Kohonen) nel 1981. A causa della popolarità dell'algoritmo SOM nel campo della ricerca e in molte applicazioni pratiche, Kohonen è ancora oggi spesso considerato il più citato scienziato finlandese.
Pubblicò diversi libri e oltre 300 articoli peer-reviewed

## Premi e riconoscimenti
Per i suoi risultati scientifici, Kohonen ricevette numerosi premi tra cui: 
- IEEE Neural Networks Council Pioneer Award, 1991
- Technical Achievement Award of the IEEE Signal Processing Society, 1995
- Frank Rosenblatt Technical Field Award, 2008

Inoltre, fu riconosciuto Accademico dell'anno nel 2000.

## Pubblicazioni
- Self-Organizing Maps, ISBN 3-540-67921-9